# Nuruddin Farah

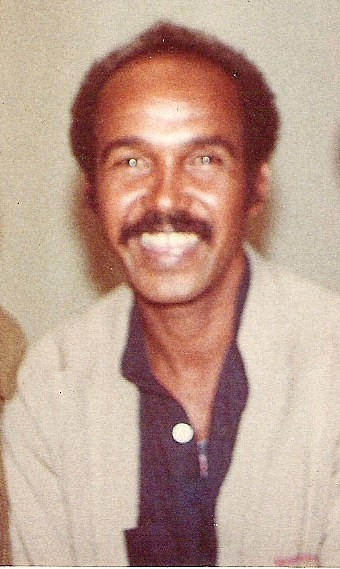
Nuruddin Farah

Nuruddin Farah (somalijski: Nuuradiin Faarax, arabski: نور الدين فرح, ur. 24 listopada 1945 w Baidoi) – somalijski powieściopisarz zajmujący się zwłaszcza tematem wyzwolenia kobiet w postkolonialnej Somalii.

## Życiorys
Urodził się, gdy Baidoa była w wyniku drugiej wojny światowej czasowo pod kontrolą brytyjską, a nie włoską. Jego ojciec był kupcem, a matka poetką. Chodził do szkoły w Kallafo, w Ogadenie, i uczył się tam języków: angielskiego, arabskiego i amharskiego. W 1963 roku, trzy lata po uzyskaniu przez Somalię niepodległości, gdy wybuchły poważne starcia graniczne z Etiopią, Farah musiał opuścić rodzinny Ogaden. Studiował literaturę i filozofię na Uniwersytecie Pendżabu w Chandigarh w Indiach. Po powrocie został nauczycielem w Mogadiszu.

## Kariera pisarska
Wkrótce rozpoczął karierę pisarską powieścią From a Crooked Rib (1970), o dziewczynie nomadce, która ucieka przed zaaranżowanym małżeństwem z o wiele starszym mężczyzną. Od razu został zauważony na forum międzynarodowym, popadł jednak w konflikt z niedawno ustanowionym reżimem Mohammeda Siada Barre. Po wydaniu drugiej powieści, A Naked Needle, podczas spotkań autorskich w Europie, został ostrzeżony, że rząd somalijski planuje aresztowanie go za jej treść. Nie wrócił więc do kraju, tylko postanowił żyć na wygnaniu - nauczał w Stanach Zjednoczonych, Niemczech, Włoszech, Nigerii, Sudanie, Gambii i Indiach.
Później stworzył dwie powieściowe trylogie: Variations on the Theme of an African Dictatorship oraz Blood in the Sun. Variations atakują demoralizację wielu autorytarnych postkolonialnych afrykańskich reżimów, porównując je do popełniających nadużycia europejskich kolonialistów; trylogia bada też dalej sprawy płci, zwłaszcza praktykę obrzezania kobiet.
Trylogia Variations została dobrze przyjęta na świecie, a reputację Faraha wzmocniła ostatecznie jego najsłynniejsza powieść, Maps (1986), pierwsza z trylogii "Blood in the Sun". Akcja Maps rozgrywa się podczas konfliktu w Ogadenie w 1977 roku, w powieści stosowana jest nowatorska technika narracji w drugiej osobie dla zbadania kwestii tożsamości kulturowej w postkolonialnym świecie.
W 2000 roku Farah napisał Yesterday, Tomorrow, zbiór zbeletryzowanych opowieści Somalijczyków rozsianych po świecie po wybuchu wojny domowej w Mogadiszu w 1991 roku.
W 1996 roku pisarz powrócił do Somalii i znów osiedlił się w Mogadiszu, wówczas i nadal mieście pełnym przemocy. Na krótko jednak, wkrótce przeniósł się do Kapsztadu, a w Mogadiszu bywa dwa razy do roku - twierdzi, że czuje się tam bezpiecznie, unika jedynie stref walk. W 1998 roku otrzymał Nagrodę Neustadt, drugą najbardziej prestiżową po literackim Noblu. Uważany jest powszechnie za jednego z najwybitniejszych żyjących pisarzy afrykańskich i od kilku lat wymieniany jako kandydat do Literackiej Nagrody Nobla.

## Twórczość
- Why Die So Soon? (1965, nowela)
- A Dagger in a Vacuum (1965, sztuka teatralna)
- From a Crooked Rib (1970)
- A Naked Needle (1976)
- Variations on the Theme of An African Dictatorship (trylogia)
  - Sweet and Sour Milk (1979)
  - Sardines (1981)
  - Close Sesame (1983)
- Blood in the Sun (trylogia)
  - Maps (1986)
  - Gifts (1993)
  - Secrets (1998)
- Territories (2000)
- Yesterday, Tomorrow: Voices from the Somali Diaspora (2000)
- Return to Somalia (trylogia)
  - Links (2004)
  - Knots (2007)
  - Crossbones (2011)